# Varnville
Varnville é uma cidade  localizada no estado norte-americano de Carolina do Sul, no Condado de Hampton.

## Demografia
Segundo o censo norte-americano de 2000, a sua população era de 2074 habitantes.
Em 2006, foi estimada uma população de 2039, um decréscimo de 35 (-1.7%).

## Geografia
De acordo com o United States Census Bureau tem uma área de
9,8 km², dos quais 9,8 km² cobertos por terra e 0,0 km² cobertos por água.

## Localidades na vizinhança
O diagrama seguinte representa as localidades num raio de 20 km ao redor de Varnville.